# Kuk (priimek)
Kuk je priimek več znanih Slovencev:
- Ivan Kuk (1823—1864),  pisatelj
- Jože Kuk (1903—1957), duhovnik salezijanec, dr. teol.
- Jože Kuk (1922—1948), vojaški politični delavec
- Vladimir Kuk (1855—1925), publicist